# Odysseas Elytis
Odysseas Elytis (egentligen: Odysseas Alepoudelis), ibland nämnd som Odysseus Elytis, född 2 november 1911 i Heraklion på Kreta, Grekland, död 18 mars 1996 i Aten, var en grekisk författare. Han mottog Nobelpriset i litteratur 1979.

## Biografi och stil
Familjen flyttade 1914 till Aten där Elytis senare studerade juridik. Han ställde ut några collage på den första internationella surrealistutställningen i Aten 1935 och publicerade ett flertal dikter. Från 1940 till 1941 var han andra löjtnant i första armékåren vid den albanska fronten i kriget mot italienarna. Åren 1948–1952, 1969–1972 och under den grekiska militärjuntan (1967–1974), bodde han i Paris. Där studerade han filosofi på Sorbonne.
Som poet utgick han från surrealismen. Hans huvudverk är Lovad vare (1959), som delvis har tonsatts av Mikis Theodorakis.